# Den tysta jorden
Den tysta jorden, originaltitel The Quiet Earth, är en science fiction-roman från 1981 av den nyzeeländske författaren Craig Harrison. 1985 kom en filmatisering med samma namn, regisserad av nyzeeländaren Geoff Murphy.
Både filmen och boken handlar om vetenskapsmannen Hobson (John Hobson i boken, Zac Hobson i filmen) som en morgon vaknar upp och upptäcker att han uppenbarligen är den enda människan kvar på jorden.